# ستيفاني تشنغ
ستيفاني تشنغ (بالصينية: 郑融,) هي مغنية وممثلة صينية، ولدت في 10 أكتوبر 1984 بهونغ كونغ البريطانية في المملكة المتحدة.

## وصلات خارجية
- ستيفاني تشنغ على موقع IMDb (الإنجليزية)
- ستيفاني تشنغ على موقع ميوزك برينز (الإنجليزية)
- ستيفاني تشنغ على موقع ديسكوغز (الإنجليزية)
- ستيفاني تشنغ على موقع قاعدة بيانات الفيلم (الإنجليزية)